# Fokker D.XIV
Il Fokker D.XIV fu un aereo da caccia monoposto, monomotore e monoplano ad ala bassa, sviluppato dall'azienda aeronautica olandese Fokker nei primi anni venti e rimasto allo stadio di prototipo.
Basato sull'esperienza acquisita sul precedente Fokker V.25, ultima evoluzione di una serie di prototipi di caccia monoplani il cui sviluppo era stato avviato durante la prima guerra mondiale, benché durante le prove di volo avesse dimostrato ottime prestazioni complessive, a causa di un incidente che causò la perdita del velivolo e in cui perse la vita il suo pilota collaudatore il progetto venne abbandonato.

### Riviste
- (EN) Two New Fokker Military Aeroplanes, in Flight, n. 261, 30 aprile 1925, ISSN no (WC · ACNP).